# AEL 리마솔
AEL 리마솔(그리스어: Αθλητική Ένωση Λεμεσού)은 리마솔을 연고로 하는 키프로스의 축구 클럽이다. 현재는 키프로스 1부 리그에 참가하고 있다. 축구 외에 농구(남자 농구, 여자 농구), 볼링, 사이클, 배구(여자 배구) 클럽도 운영한다.

## 성적
- 키프로스 1부 리그: 우승 6회 (1941, 1953, 1955, 1956, 1968, 2012)
- 키프로스 2부 리그: 우승 1회 (1997)
- 키프로스컵: 우승 6회 (1939, 1940, 1948, 1985, 1987, 1989, 2019)
- 키프로스 슈퍼컵: 우승 3회 (1953, 1968, 1985)

## 선수 명단

### 현역
참고: FIFA 자격 규정에 따라 소속된 국가대표팀 국기를 표시합니다. 선수는 복수의 FIFA 비회원국 국적을 가지고 있을 수 있습니다.
| 번호 | 포지션 | 국적   | 이름                |
| ---- | ------ | ------ | ------------------- |
| 21   | MF     | 가나   | 이매뉴얼 토쿠       |
| 22   | MF     |        | 다닐 레소보이       |
| 24   | DF     | 르완다 | 에마누엘 이마니심웨 |

| 번호 | 포지션 | 국적       | 이름          |
| ---- | ------ | ---------- | ------------- |
| 80   | FW     | 기니비사우 | 호세 코레이아 |
| 99   | GK     | 이스라엘   | 이갈 베커     |

## 역대 감독
| 감독              | 임기        |
| ----------------- | ----------- |
| 아나톨리 비쇼베츠 | 1992 ~ 1993 |
| 메쇠이 칼만       | 1997 ~ 1998 |
| 올레흐 프로타소우 | 2004 ~ 2005 |
| 크리스 콜먼       | 2024 ~      |

틀:AEL 리마솔 선수 명단